# 胡安·穆尼斯
胡安·穆尼斯（西班牙語：Juan Muñiz Gallego；1992年3月14日—），西班牙足球运动员，司职边锋，现效力马来西亚超级足球联赛球会柔佛DT。

## 荣誉

### 俱乐部
柔佛DT
- 马来西亚慈善盾冠军：2023[5]

### 国家队
西班牙U19
- 歐洲U-19足球錦標賽：2011